# Аболешевы
Аболешевы (Оболешевы, Обалешевы) — древний русский дворянский род.
Род внесён в VI часть дворянской родословной книги Тверской губернии, а также иные части Московской и Орловской губерний.

## История рода
Род впервые упоминается в правовой грамоте по Твери, в которой указан Семён Оболешев (1490—1494), его потомки упоминаются в писцовых книгах (1540—1580). Кузьма Гаврилович, Яков и Фёдор Филимоновичи Оболешевы владели поместьями в Тверском уезде (1540). Сын боярский Мясоед Коверин Оболешев погиб под Кесию (июль 1578). Фёдор Оболешев сын боярский тверского архиепископа (1592). Дружина и Молчан Кузьмичи владели поместьями в Орловском уезде (1594). Тимофей, Андрей и Василий Михайловичи жили в конце XVI века, Тимофей Михайлович сделал вклад в Троице-Сергиев монастырь пустошь Оболешево с поместьями в Тверском уезде по братьям, отце и матери (1606). Григорий Андреевич помещик Старицкого уезда, участник русско-польской войны (1654—1667), участвовал в литовском и немецком походах. Петру Степановичу жаловано поместье в Старицком уезде (1673), которым позже владели сыновья Нефёд и Василий.
Шесть представителей рода владели населёнными имениями (1699).

## Известные представители
- Оболешев Иван Борисович — стольник патриарха Филарета (1627—1629), стряпчий (1636), московский дворянин (1640)
- Оболешевы: Осип Матвеевич, Дмитрий Михайлович — московский дворянин (1627—1640).
- Оболешевы: Савва Тимофеевич, Пётр Осипович, Пётр Иванович — московский дворянин (1658—1677).
- Оболешев Фёдор Саввинович — стряпчий (1658).
- Оболешев Степан Саввинович — стряпчий (1658—1676), стольник (1676—1692).
- Оболешев Иван Савинович Меньшой — стряпчий (1672—1676), стольник (1686—1692).
- Оболешев Иван Алексеевич — стряпчий (1683), стольник (1692).
- Оболешевы: Пётр Степанович, Моисей Григорьевич — стольники царицы Прасковьи Фёдоровны (1686—1692).
- Оболешевы: Иван и Григорий Ивановичи — стольники царицы Евдокии Фёдоровны (1692).
- Оболешевы: Иван Савинович, Иван Данилович, Дмитрий Петрович, Фёдор Савельевич — московские дворяне (1660—1692).
- Оболешевы: Савва Иванович, Михаил Григорьевич, Иван Алексеевич — стряпчие (1683—1692).
- Оболешевы: Михаил и Матвей Алексеевичи — стольники (1687—1692)[1][3].